# Alfred Bourgeois
Pour les articles homonymes, voir Bourgeois.
Alfred Bourgeois, né le 26 octobre 1872 à Cocagne et mort le 24 janvier 1939, était un marchand et un homme politique canadien du Nouveau-Brunswick.

## Biographie
Alfred Bourgeois naît le 26 octobre 1872 à Cocagne, au Nouveau-Brunswick. Marchand de profession, la politique l'attire et il tente de remporter le siège de député de la circonscription de Kent en 1923, mais est battu par Alexandre Doucet. Il prend néanmoins sa revanche en battant ce même Alexandre Doucet le 14 septembre 1926 et est élu sous les couleurs du parti libéral. Quatre ans plus tard, en 1930, il perd son siège face à Télésphore Arsenault.
Alfred Bourgeois est mort le 24 janvier 1939.